# Eduardo González Pálmer
Eduardo González Pálmer (Maravatío, 1934. augusztus 23. – 2022. február 21.) válogatott mexikói labdarúgó, csatár.

## Pályafutása

### Klubcsapatban
1951 és 1962 között a Club América, 1962–63-ban az Atlante labdarúgója volt. Az 1958–59-es idényben 25 góllal bajnoki gólkirály lett. A Club América csapatával két kupagyőzelmet ért el.

### A válogatottban
1961-ben négy alkalommal szerepelt a mexikói válogatottban és három gólt szerzett.

## Sikerei, díjai
Club América
- Mexikói bajnokság
  - gólkirály: 1958–59 (25 gól)
- Mexikói kupa
  - győztes (2): 1954, 1955
- Mexikói szuperkupa
  - győztes: 1955

## Statisztika

### Mérkőzései a mexikói válogatottban
| Mexikó | Mexikó            | Mexikó                                      | Mexikó        | Mexikó   | Mexikó           | Mexikó       | Mexikó | Mexikó  |
| #      | Dátum             | Helyszín                                    | Hazai         | Eredmény | Vendég           | Kiírás       | Gólok  | Esemény |
| ------ | ----------------- | ------------------------------------------- | ------------- | -------- | ---------------- | ------------ | ------ | ------- |
| 1.     | 1961. április 5.  | Mexikóváros, Estadio Olímpico Universitario | Mexikó        | 7 – 0    | Holland Antillák | vb-selejtező | 2      | 66' 81' |
| 2.     | 1961. április 19. | Amszterdam, Olimpiai Stadion                | Hollandia     | 1 – 2    | Mexikó           | barátságos   | 1      | 26'     |
| 3.     | 1961. április 29. | Vitkovice                                   | Csehszlovákia | 2 – 1    | Mexikó           | barátságos   | -      | 67'     |
| 4.     | 1961. május 16.   | Bergen, Brann Stadion                       | Norvégia      | 1 – 1    | Mexikó           | barátságos   | -      |         |
|        | Összesen          |                                             |               | 4        | mérkőzés         |              | 3      | gól     |